# Mieussy
Mieussy település Franciaországban, Haute-Savoie megyében. Lakosainak száma 2521 fő (2022. január 1.). Mieussy Bellevaux, Châtillon-sur-Cluses, La Côte-d’Arbroz, Marignier, Mégevette, Onnion, Saint-Jeoire, Taninges és Thyez községekkel határos.

## Népesség
A település népességének változása:
| Lakosok száma | 2184 | 2327 | 2386 | 2340 | 2380 | 2421 | 2461 | 2486 | 2521 |
|               | 2013 | 2015 | 2016 | 2017 | 2018 | 2019 | 2020 | 2021 | 2022 |